# Ixora finlaysoniana
Ixora finlaysoniana es una especie de arbusto de la familia de las rubiáceas.

## Descripción
Es un arbusto o árbol pequeño, que alcanza un tamaño de 5-6 m de altura, las ramas glabras. Las hojas opuestas, con pecíolo de 4-10 mm, glabro; elíptico-oblongas, elípticas, oblanceoladas, obovadas u oblongo-lanceoladas, de 10-17  x 3-6  cm, glabras en ambas superficies, base cuneada a obtusa, el ápice obtuso a agudo, con nervios secundarios 8-12 pares; estípulas generalmente persistentes. Las inflorescencias terminales, corimbiformes a densamente cimosas, subsésiles a pedunculadas, con pedúnculo de 4,5 cm. El fruto en forma de drupas subglobosas de 6-8 mm de diámetro. Fl. Abril-octubre, fr. Septiembre.

## Distribución y hábitat
Se encuentra en los bosques esparcidas en las elevaciones bajas, de 100-1100 metros en Guangdong, Hainan, Yunnan de China y en India (Assam), Indochina, Filipinas y Tailandia, también se cultiva en zonas tropicales del mundo.
El nombre de esta especie es a veces escrito incorrectamente como "findlaysoniana". 

## Taxonomía
Ixora finlaysoniana fue descrita por Wall. ex G.Don y publicado en A General History of the Dichlamydeous Plants 3: 572 en el año 1834.
Sinonimia
- Ixora denticulata Pierre ex Pit.
- Ixora findlayana B.S.Williams
- Ixora merguensis var. parvifolia F.N.Williams[3]